# Quintet La truita
La truita és el nom amb què es coneix popularment el Quintet en la major, D. 667, de Franz Schubert, composta el 1819, quan tenia 22 anys, tot i que no es va publicar fins al 1829, un any després de la seva mort. La instrumentació en forma de quintet de la peça és original, ja que comprèn piano, violí, viola, violoncel i contrabaix (i no pas la formació habitual de quartet de corda amb dos violins amb el piano afegit).

## Sobrenom 'La Truita'
El nom de la truita prové del fet que el seu quart moviment és un tema amb variacions d'un lied del mateix Schubert titulat així, La truita (Die Forelle) D.550, compost el 1817. Schubert va escriure variacions de lieder seus en diverses ocasions. En trobem al quartet de corda núm. 14 La mort i la donzella, les Variacions per a Flauta i Piano D. 802, la Wanderer-Fantasie D. 760, i la Fantasia en Do major per a violí i piano D. 934 (sobre "Sei mir gegrüßt").
La figuració de siset ascendent que caracteritza l'acompanyament de piano en el Lied La Truita també és present com a motiu al llarg del quintet, excepte en l'Scherzo, habitualment portada pel piano.

## Origen

### Context biogràfic

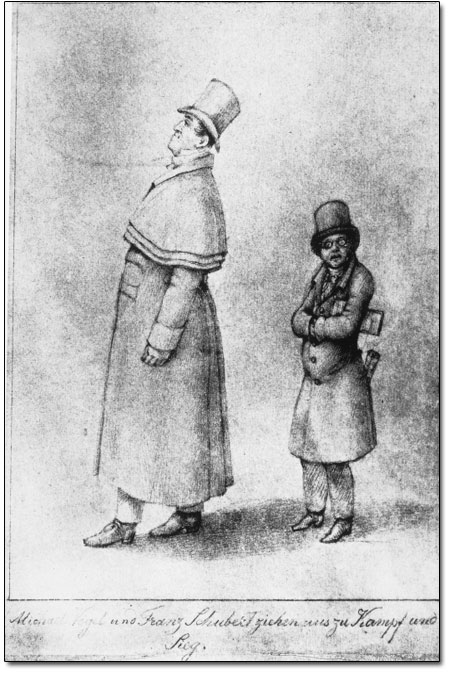
Vogl i Franz Schubert, caricatura de Franz von Schober

Schubert va deixar els estudis el 1813, tot i que va seguir fent classes amb Antonio Salieri, almenys, durant 3 anys. Entre 1814 i 1818 va encetar una nova etapa caracteritzada per la seva feina com a professor en una escola i sobretot per les noves amistats que va establir amb Franz von Schober i Johann Michael Vogl. Aquests dos amics van suposar una gran influència per al compositor austríac i van ser font d’inspiració en períodes fructífers de Schubert: 
"A principis de 1817 Schober va portar el baríton Johann Michael Vogl a casa seva per conèixer Schubert […] Els dos anys anteriors havien estat particularment fructífers. Cançons d'aquest període inclouen “Ganymed”, “Der Wanderer” i les cançons de l'Harper […] L'any 1817 és notable pel començament de la seva sèrie magistral de sonates per a piano."
Un cop el 1818 va abandonar la seva frustrada feina com a professor, Schubert va fer un seguit de viatges fora de Viena per primera vegada que van ser fruit de molta inspiració. El primer i més llunyà de la seva vida va ser l’estiu del 1818 a Hongria com a professor de música de les filles del comte Esterház. El segon viatge i més important va tenir lloc l’estiu del 1819 en què, acompanyat per Vogl, van viatjar a Steyr, ciutat situada entre Viena i Salzburg. En aquest viatge s'emmarca la composició del Quintet ‘La truita’:
"Per a l'estiu de 1819, Schubert, de 22 anys, va triar no buscar feina, sinó viatjar per l'Alta Àustria en companyia de Vogl, fent llargues parades tant a Steyr com a Linz. Durant aquest període va compondre molt probablement una de les seves obres de cambra més famoses, el Quintet per a piano, violí, viola, violoncel i contrabaix conegut com ‘La Truita' (D667)."

### Viatge a Steyr
L'estiu del 1819, Schubert va viatjar a Steyr acompanyat de Michael Vogl. Durant el viatge, Vogl va presentar molts dels seus amics a Schubert, entre els quals destaca el ric músic Sylvester Paulgartner. A banda de convidar el compositor austríac a fer concerts a casa seva, Paulgartner va encarregar una nova peça a Schubert, de la qual va especificar que incorporés el Lied ‘Die Forelle’ i la instrumentació: piano, violí, viola, violoncel i contrabaix. D’aquest encàrrec va néixer el Quintet ‘La truita’. Fins i tot, l’entorn i les condicions meteorològiques d’aquell estiu de 1819 van ajudar molt a la composició: "Schubert va estar d'acord i va compondre l'obra mentre estava de vacances amb el seu amic Johann Vogl a l'Alta Àustria. Temps gloriós, boscos de pi fragants, aire de muntanya i (es diu) les atencions de les vuit filles d'un amic local van ajudar a animar el seu esperit”.

De fet, Schubert va inspirar-se en el compositor Johann Nepomuk Hummel, el qual ja va compondre algunes obres per a l’aleshores inusual grup instrumental. En concret, Schubert podria haver agafat com a peça model el quintet op. 87 del 1802, tal com indica Alfred Einstein: “Un model o una contrapartida el trobaria a Hummel, que va publicar com a op. 87 un 'Gran [sic] Quintuor' precisament per a la mateixa combinació d'instruments.”, o bé podria haver-se inspirat en el septet op.74 segons Joel Sachs, el qual també incideix en l’amistat entre els compositors:
"Durant aquesta estada a Viena Hummel també va conèixer Schubert per primera i única vegada […] L'admiració de Schubert per Hummel va ser molt antiga. Va modelar el seu Quintet «Trout» (D667) en la versió per a quintet d'Hummel del seu famós Septet, op.74, i també va dedicar les seves últimes tres sonates per a piano a Hummel, presumiblement esperant que les interpretés"

### Primera interpretació
La primera interpretació de l’obra podria haver sigut el mateix any de la composició, tal com apunta Josep Pascual: “La composició està dedicada a l'enginyer i violoncel·lista aficionat Sylvester Paumgartner, a la casa del qual a Steyr s'hauria interpretat per primera vegada a la fi de 1819 [...]”. Tot i això, el quintet no es va publicar fins després de la seva mort, el 1829, com la majoria d’obres de Schubert, les quals quedaven recloses al seu cercle més íntim i no transcendien al gran públic.

## Context històric
La composició de La Truita s'emmarca dins el context històric de la ciutat de Viena, ciutat on Schubert va viure la major part de la seva vida. La situació política, econòmica i social de la capital austríaca al primer terç del segle XIX ve marcada per la derrota de Napoleó el 1815 i, en conseqüència, la fi de les guerres napoleòniques a Europa. L'Imperi Austríac va ser de les principals potències guanyadores i és per això que la seva capital, Viena, va esdevenir el centre polític europeu amb el Congrés de Viena de 1814-1815. A partir d’aquell any i fins al 1848, Àustria va estar governada per Metternich, polític austríac que havia adquirit molt de protagonisme durant la derrota de Napoleó. Aquesta etapa vindria marcada per la Revolució Industrial, un augment de l’agitació social que derivaria en problemes econòmics i demanda per part de la població de més participació al govern, així com un auge de la burgesia urbana i petita noblesa en detriment de l’antiga aristocràcia. Doncs, la composició de 'La Truita' s'emmarca dins d'una època de revolucions socials i inestabilitat política, fet que va condicionar la vida de Schubert i, en conseqüència, els seus processos creatius.

### Context musical
El quintet ‘La truita’ no es pot encasellar en un període concret de la història de la música, sinó que es va compondre a cavall de dos estils musicals: el classicisme i el romanticisme. La composició de 'La Truita' no s'entén dins del classicisme o del romanticisme exclusivament, sinó formant part de la transició entre aquests dos estils musicals. El canvi es va produir progressivament i, de fet, característiques del classicisme i el romanticisme s’observen alhora en obres i compositors de manera coherent. És el cas de Schubert (i, en conseqüència, de ‘La truita’) tal com s’indica a "Guía completa de la música clásica": 
“És controvertit situar la música de Schubert en el classicisme o al romanticisme […] Malgrat sacrificar els principis clàssics de l'equilibri a favor de la imaginació espontània, la seva música conté formes clàssiques […] Inicialment considerat un romàntic, la possible influència dels canvis de fortuna en la seva vida personal ha portat als estudiosos més recents a classificar el seu treball al costat del context històric de Beethoven.”

## Estructura
El quintet consta de cinc moviments:
1. Allegro vivace en forma de sonata. Igual que moltes obres clàssiques, el tema alterna entre tònica i dominant. No obstant això, el llenguatge harmònic de Schubert és innovador amb l'ús de mediant i submediant. Això es confirma des del principi: després de deu compassos, un canvi brusc del to passant del La major a Fa major (el submediant). El desenvolupament de la melodia comença de la mateixa manera modulant de Mi major a Do major.
2. Andante en Fa major. El moviment es compon de dues parts simètriques, una és la transposició de l'altra, excepte en alguns detalls, per permetre al moviment d'acabar tal com ha començat. Una característica que destaca d'aquest moviment és l'harmonia tonal: La tonalitat va modulant de mig to en mig to ascendent: Fa major, Fa sostingut menor, Sol major, La bemoll major, La menor, Fa major. Aquesta estructura és molt original dins l'harmonia clàssica.
3. Scherzo. Presto en La major.
4. Tema. Andantino - Variacions I - V Allegretto en Re major (subdominant). Es tracta d'un tema i variacions del lied esmentat del mateix Schubert (Die Forelle). A les primeres variacions, el tema passa d'un instrument a un altre (el violoncel i el contrabaix porten el tema junts amb un ornament ric al piano, i la viola i el violí en terceres). En la cinquena variació, que segueix la tradicional variació en un to menor, Schubert innova, modulant no a la tònica, sinó a la submediant per tornar al tema principal, al començament de la sisena variació. L'última variació és molt similar al lied original, amb el mateix acompanyament de piano.
5. Final. Allegro giusto. Aquest final té dues parts simètriques, com en el segon moviment (però sense el cromatisme original). Aquesta vegada la segona part és la transposició exacta de la primera, a l'octava. Com que la primera part es repeteix, se sent el mateix motiu tres vegades al llarg del moviment. L'harmonia també és molt innovadora: la primera part acaba en Re major (subdominant), la qual cosa és contrària als cànons del classicisme, que imposa l'alternança tònica - dominant (o més rarament, mediant i submediant).[15][16]